# Primera divisió espanyola de futbol 2014-2015
La temporada 2014/15 de la Lliga BBVA va ser la 84a edició de la primera divisió espanyola de futbol. El torneig l'organitzà la Lliga de Futbol Professional (LFP). L'Atlètic de Madrid era el campió vigent. La novetat més destacada fou l'ascens per primera vegada en la història de la Societat Esportiva Eibar amb el pressupost més baix de la segona divisió i amb una població propera als 27.000 habitants; amb ell també havien ascendit el Deportivo de La Corunya i el Còrdova Club de Futbol, aquest últim 42 anys després. El campionat va començar el cap de setmana del 23 i 24 d'agost i va finalitzar el 23 de maig de 2015.
Aquesta va ser la temporada amb la menor representació de Comunitats Autònomes entre els equips de primera divisió des que es compon de vint equips, amb tan sols sis comunitats autònomes espanyoles representades, cosa que no passava des de la temporada 32-33, quan la competició tenia tan sols deu equips.
El FC Barcelona va guanyar el seu 23è títol de Lliga (el seu 5è a les 7 últimes edicions) i es va quedar a 3 gols d'igualar el rècord de menys gols encaixats en la Lliga, que va aconseguir el Deportivo de la Corunya la temporada 1993-94, amb 18 gols encaixats. Juntament amb el cinquè títol de Lliga de Campions va guanyar el seu cinquè doblet Lliga-Lliga de Campions, i el seu segon triplet Lliga-Copa-Lliga de Campions després de l'aconseguit el 2009.

## Desenvolupament de la competició
El campionat començà el cap de setmana del 23 i 24 d'agost. Aquesta lliga va començar molt igualada, amb dos punts de diferència entre els cinc primers al final de les jornades 9 i 10.
Durant la primera volta, la mitjana d'assistència als estadis ha estat de 26.392 espectadors, amb una ocupació del 70%, amb la màxima ocupació del Real Madrid amb 75.000 seguidors i la més baixa de l'Eibar amb a 4.661 Ipurua. L'Espanyol és l'equip amb una assistència més baixa, del 42%. A la segona volta l'assistència va ser una mica més alta totalitzant 26.741 en tota la temporada. El Barcelona va acabar superant el Madrid amb 77.632 espectadors, mentre que el Madrid va baixar fins una mitjana de 73.436. Els dos equips també es van intercambiar posicions quan el Barça va col·locar-se líder definitivament a la jornada 26, mentre que el Madrid va continuar segons fins al final.

## Ascensos i descensos
| Pos. | Descendits de la 1a Divisió |
| ---- | --------------------------- |
| 18è  | CA Osasuna                  |
| 19è  | Real Valladolid CF          |
| 20è  | Real Betis Balompié         |

| Pos. | Ascendits de la 2a Divisió |
| ---- | -------------------------- |
| 1r   | SD Eibar                   |
| 2n   | RC Deportivo de La Coruña  |
| 7è   | Córdoba CF (promoció)      |

## Equips participants
Com en temporades precedents, la competició constarà d'un grup únic integrat per 20 clubs. Seguint un sistema de lliga, els 20 equips s'enfrontaran tots contra tots en dues ocasions - una en camp propi i una altra en camp contrari - sumant un total de 38 jornades. L'ordre dels partits es decidirà per sorteig abans de començar la competició. La classificació final s'establirà d'acord amb els punts obtinguts en cada enfrontament, a raó de tres per partit guanyat, un per empatat i cap en cas de derrota. Si en finalitzar el campionat dos equips igualessin a punts, els mecanismes per desempatar la classificació són els següents: 
- El que tingui una major diferència entre gols a favor i en contra en els enfrontaments entre tots dos.
- Si persisteix l'empat, es tindrà en compte la diferència de gols a favor i en contra en tots els partits del campionat.

Si l'empat a punts es produeix entre tres o més clubs, els successius mecanismes de desempat són els següents: 
- La millor puntuació de la que a cadascun correspongui d'acord amb els resultats dels partits jugats entre si pels clubs implicats.
- La major diferència de gols a favor i en contra, considerant únicament els partits jugats entre si pels clubs implicats.
- La major diferència de gols a favor i en contra tenint en compte tots els partits del campionat.
- El major nombre de gols a favor tenint en compte tots els partits del campionat.

### Equips, entrenadors i estadis
| Equip                                      | Ciutat        | Entrenador             | Estadi                      | Capacitat | Marca   | Patrocinador principal     | Altres patrocinadors                                   |
| ------------------------------------------ | ------------- | ---------------------- | --------------------------- | --------- | ------- | -------------------------- | ------------------------------------------------------ |
| Athletic Club                              | Bilbao        | Ernesto Valverde       | San Mamés                   | 53.332    | Nike    | Petronor                   | BBK                                                    |
| Club Atlético de Madrid                    | Madrid        | Diego Simeone          | Vicente Calderón            | 54.851    | Nike    | Azerbaidjan                | Plus 500 Huawei                                        |
| Córdoba Club de Fútbol                     | Còrdova       | Miroslav Đukić         | Nuevo Arcángel              | 25.822    | Acerbis | RD Impagos                 | CaixaBank                                              |
| Elx Club de Futbol                         | Elx           | Fran Escribá           | Manuel Martínez Valero      | 36.017    | Kelme   | Gioseppo                   | Sportium                                               |
| Futbol Club Barcelona                      | Barcelona     | Luis Enrique           | Camp Nou                    | 99.354    | Nike    | Qatar Airways              | Unicef · Beko                                          |
| Getafe Club de Fútbol                      | Getafe        | Cosmin Contra          | Coliseum Alfonso Pérez      | 17.393    | Joma    | Tecnocasa Group            | UEDBet                                                 |
| Granada Club de Fútbol                     | Granada       | Joaquín Caparrós       | Nuevo Los Cármenes          | 22.524    | Joma    | Solver Sports Capital      | BMN Caja Granada Covirán Caja Rural de Granada Herogra |
| Llevant Unió Esportiva                     | València      | José Luis Mendilibar   | Estadi Ciutat de València   | 25.354    | Nike    | East United                |                                                        |
| Málaga Club de Fútbol                      | Màlaga        | Javi Gracia            | La Rosaleda                 | 30.044    | Nike    | Unesco                     | Benahavís                                              |
| Rayo Vallecano de Madrid                   | Madrid        | Paco Jémez             | Campo de Fútbol de Vallecas | 14.790    | Erreà   | NJQY Sports Management Co. | Nevir                                                  |
| Real Club Celta de Vigo                    | Vigo          | Eduardo Berizzo        | Balaídos                    | 31.800    | Adidas  | Citroën                    | Estrella Galicia 0,0 Abanca                            |
| Real Club Deportivo de La Coruña           | La Corunya    | Víctor Fernández       | Riazor                      | 34.600    | Lotto   | Estrella Galicia 0,0       | Abanca                                                 |
| Reial Club Deportiu Espanyol               | Barcelona     | Sergio González        | Power8 Stadium              | 40.500    | Puma    | Power8                     | Riviera Maya                                           |
| Reial Madrid Club de Futbol                | Madrid        | Carlo Ancelotti        | Santiago Bernabéu           | 85.454    | Adidas  | Emirates                   |                                                        |
| Reial Societat                             | San Sebastian | Jagoba Arrasate        | Anoeta                      | 32.076    | Adidas  | Qbao.com                   | Kutxa Canal+                                           |
| Sevilla Fútbol Club                        | Sevilla       | Unai Emery             | Ramón Sánchez Pizjuan       | 45.500    | Warrior | Visit Malaysia             | Pont Grup                                              |
| Sociedad Deportiva Eibar                   | Eibar         | Gaizka Garitano        | Ipurua                      | 5.250     | Hummel  | Hierros Servando Fernández |                                                        |
| Unión Deportiva Almería                    | Almeria       | Francisco              | Jocs Mediterranis           | 22.000    | Nike    | Urcisol.com                | Costa de Almería                                       |
| València Club de Futbol                    | València      | Nuno Espírito Santo    | Mestalla                    | 55.000    | Adidas  |                            | Gol Televisión CaixaBank                               |
| Vila-real Club de Futbol                   | Vila-real     | Marcelino García Toral | El Madrigal                 | 25.000    | Xtep    | Pamesa Cerámica            |                                                        |
| Dades actualitzades a 19 de juliol de 2014 |               |                        |                             |           |         |                            |                                                        |

### Equips per comunitat autònoma
| \| Comunitat autònoma \| Núm. \| Equips \| \| ------------------- \| ---- \| ------------------------------------------------------------- \| \| Andalusia \| 5 \| Córdoba CF; Granada CF; Málaga CF; Sevilla FC; UD Almería \| \| Comunitat de Madrid \| 4 \| Atlètic de Madrid; Getafe CF; Rayo Vallecano; Reial Madrid CF \| \| País Valencià \| 4 \| Elx CF; Llevant UD; València CF; Vila-real CF \| \| País Basc \| 3 \| Athletic Club; Reial Societat; SD Eibar \| \| Catalunya \| 2 \| FC Barcelona; RCD Espanyol \| \| Galícia \| 2 \| RC Celta de Vigo; RC Deportivo de la Coruña \| | FC Barcelona · Espanyol Atlètic de Madrid Vila-real CF · Reial Madrid Rayo Vallecano Reial Societat Sevilla · Màlaga Athletic Club València Llevant Elx Celta de Vigo · Almeria · Granada · Getafe CF · SD Eibar Deportivo · Còrdoba · |                                                               |
| Comunitat autònoma | Núm. | Equips                                                        |
| Andalusia | 5 | Córdoba CF; Granada CF; Málaga CF; Sevilla FC; UD Almería     |
| Comunitat de Madrid | 4 | Atlètic de Madrid; Getafe CF; Rayo Vallecano; Reial Madrid CF |
| País Valencià | 4 | Elx CF; Llevant UD; València CF; Vila-real CF                 |
| País Basc | 3 | Athletic Club; Reial Societat; SD Eibar                       |
| Catalunya | 2 | FC Barcelona; RCD Espanyol                                    |
| Galícia | 2 | RC Celta de Vigo; RC Deportivo de la Coruña                   |

## Sistema de competició

### Justícia esportiva
Els àrbitres de cada partit són designats per una comissió creada per a tal objectiu i integrada per representants de la LFP i la RFEF. A la temporada 2014/15, els col·legiats de la categoria són els següents:
| - David Fernández Borbalán - Pedro Jesús Pérez Montero - Mario Melero López - Carlos Clos Gómez - Santiago Jaime Latre - Alejandro Hernández Hernández - Fernando Teixeira Vitienes - José Antonio Teixeira Vitienes - José Luis González González - Alfonso Javier Álvarez Izquierdo | - Carlos del Cerro Grande - Xavier Estrada Fernández - Carlos Velasco Carballo - Juan Martínez Munuera - Antonio Miguel Mateu Lahoz - Jesús Gil Manzano - Ignacio Iglesias Villanueva - Alberto Undiano Mallenco - Eduardo Prieto Iglesias - Iñaki Vicandi Garrido |

## Classificació
| Pos | Equip               | J  | G  | E  | P  | GF  | GC | DG  | Pts | Qualificació o Descens                                                   |
| --- | ------------------- | -- | -- | -- | -- | --- | -- | --- | --- | ------------------------------------------------------------------------ |
| 1   | Barcelona           | 38 | 30 | 4  | 4  | 110 | 21 | +89 | 94  | Classificació per a la fase de grups de la Lliga de Campions             |
| 2   | Real Madrid         | 38 | 30 | 2  | 6  | 118 | 38 | +80 | 92  | Classificació per a la fase de grups de la Lliga de Campions             |
| 3   | Atlético Madrid     | 38 | 23 | 9  | 6  | 67  | 29 | +38 | 78  | Classificació per a la fase de grups de la Lliga de Campions             |
| 4   | València            | 38 | 22 | 11 | 5  | 70  | 32 | +38 | 77  | Classificació per a la ronda eliminatòria de la Lliga de Campions        |
| 5   | Sevilla             | 38 | 23 | 7  | 8  | 71  | 45 | +26 | 76  | Classificació per a la fase de grups de la Lliga de Campions             |
| 6   | Vila-real           | 38 | 16 | 12 | 10 | 48  | 37 | +11 | 60  | Classificació per a la fase de grups de la Lliga Europa                  |
| 7   | Athletic Club       | 38 | 15 | 10 | 13 | 42  | 41 | +1  | 55  | Classificació per a la tercera ronda de classificació de la Lliga Europa |
| 8   | Celta de Vigo       | 38 | 13 | 12 | 13 | 47  | 44 | +3  | 51  |                                                                          |
| 9   | Málaga              | 38 | 14 | 8  | 16 | 42  | 48 | −6  | 50  |                                                                          |
| 10  | Espanyol            | 38 | 13 | 10 | 15 | 47  | 51 | −4  | 49  |                                                                          |
| 11  | Rayo Vallecano      | 38 | 15 | 4  | 19 | 46  | 68 | −22 | 49  |                                                                          |
| 12  | Reial Societat      | 38 | 11 | 13 | 14 | 44  | 51 | −7  | 46  |                                                                          |
| 13  | Elx                 | 38 | 11 | 8  | 19 | 35  | 62 | −27 | 41  | Descens a Segona Divisió 2015–16                                         |
| 14  | Llevant             | 38 | 9  | 10 | 19 | 34  | 67 | −33 | 37  |                                                                          |
| 15  | Getafe              | 38 | 10 | 7  | 21 | 33  | 64 | −31 | 37  |                                                                          |
| 16  | Deportivo La Coruña | 38 | 7  | 14 | 17 | 35  | 60 | −25 | 35  |                                                                          |
| 17  | Granada             | 38 | 7  | 14 | 17 | 29  | 64 | −35 | 35  |                                                                          |
| 18  | Eibar               | 38 | 9  | 8  | 21 | 34  | 55 | −21 | 35  |                                                                          |
| 19  | Almería             | 38 | 8  | 8  | 22 | 35  | 64 | −29 | 32  | Descens a Segona Divisió 2015–16                                         |
| 20  | Córdoba             | 38 | 3  | 11 | 24 | 22  | 68 | −46 | 20  | Descens a Segona Divisió 2015–16                                         |